# Belmez
Belmez is een gemeente in de Spaanse provincie Córdoba in de regio Andalusië met een oppervlakte van 207 km². In 2007 telde Belmez 3373 inwoners.

## Demografische ontwikkeling
Bron: INE, 1857-2011: volkstellingen
Opm.: In 1897 werden Peñarroya en Pueblonuevo del Terrible zelfstandige gemeenten die beide in 1927 zouden fuseren tot de gemeente Peñarroya-Pueblonuevo